# メリッサ・ブリーン
メリッサ・ブリーン（Melissa Breen、1990年9月17日 ‐ ）は、オーストラリア首都特別地域・キャンベラ出身の陸上競技選手。専門は短距離走。100mの自己ベストは11秒11のオセアニア記録保持者。2012年ロンドンオリンピックと2016年リオデジャネイロオリンピックのオーストラリア代表。

## 経歴
兄の後を追い、5歳の時にTuggeranong Little Athletics Clubに入り陸上競技を始めた。10歳の時の2000年にはシドニーオリンピックが開催され、女子200mでメリンダ・ゲインズフォード＝テイラーとキャシー・フリーマンの2人のオーストラリア人が決勝を走る姿を見て、自分も将来オリンピックに出場したいと思った。

### 2008年
11月8日に地元キャンベラで開催された競技大会の女子100mにおいて、18歳の若さでオーストラリア歴代10位（当時）の記録となる11秒33（+1.9）をマーク。同じくキャンベラで開催された11-12月の太平洋学校競技大会（Pacific School Games）にはオーストラリア首都特別地域代表として出場し、20歳未満の部でスプリント3冠（女子100mと200mと4×100mリレー）を達成した。

### 2012年
4月29日の織田記念国際女子100mにおいて、ロンドンオリンピック参加標準記録A（11秒29）に肉薄する11秒30（+1.3）の自己ベスト（当時）をマーク。ロンドンオリンピックのオーストラリア代表が発表される6月までに参加標準記録Aは突破できなかったものの、選考の結果初のオリンピック代表に選出された。ロンドンオリンピック女子100mを約2週間後に控えた7月17日のSpitzen Leichtathletik Luzern女子100mでは、参加標準記録Aを突破する11秒27（+2.0）の自己ベスト（当時）をマークした。勢いそのままに臨んだ8月3日のロンドンオリンピック女子100m予選では、約2週間前にマークした自己ベストに迫る11秒34（+1.5）をマークするも予選敗退に終わった。

### 2014年
2月9日に地元キャンベラで開催されたACT選手権女子100mにおいて、それまでの自己ベストを0秒14更新する11秒11（+1.9）のオセアニア＆オーストラリア新記録を樹立。1994年にメリンダ・ゲインズフォード＝テイラーが樹立した従来の記録を20年ぶりに0秒01更新した。

### 2016年
8月のリオデジャネイロオリンピックで2大会連続のオリンピック出場を果たしたが、12日の女子100m予選は自己ベストに程遠い11秒74（-1.0）で敗退し、またしてもシニア世界大会の予選ラウンドを突破できなかった。

## 自己ベスト
記録欄の（　）内の数字は風速（m/s）で、+は追い風を意味する。
| 種目 | 記録          | 年月日       | 場所       | 備考           |
| 屋外 | 屋外          | 屋外         | 屋外       | 屋外           |
| ---- | ------------- | ------------ | ---------- | -------------- |
| 100m | 11秒11 (+1.9) | 2014年2月9日 | キャンベラ | オセアニア記録 |
| 200m | 23秒12 (+0.4) | 2013年3月9日 | シドニー   |                |

## 主要大会成績
備考欄の記録は当時のもの
| 年   | 大会                      | 場所             | 種目    | 結果   | 記録          | 備考                           |
| ---- | ------------------------- | ---------------- | ------- | ------ | ------------- | ------------------------------ |
| 2008 | 世界ジュニア選手権        | ブィドゴシュチュ | 100m    | 準決勝 | 11秒70 (0.0)  |                                |
| 2008 | 世界ジュニア選手権        | ブィドゴシュチュ | 4x100mR | 予選   | DQ (2走)      |                                |
| 2008 | 太平洋学校競技大会 (U20)  | キャンベラ       | 100m    | 優勝   | 11秒35 (+3.8) | オーストラリア首都特別地域代表 |
| 2008 | 太平洋学校競技大会 (U20)  | キャンベラ       | 200m    | 優勝   | 23秒52 (+2.0) | オーストラリア首都特別地域代表 |
| 2008 | 太平洋学校競技大会 (U20)  | キャンベラ       | 4x100mR | 優勝   | 48秒16 (4走)  | オーストラリア首都特別地域代表 |
| 2009 | ユニバーシアード (en)     | ベオグラード     | 100m    | 8位    | 11秒72 (-0.3) |                                |
| 2009 | ユニバーシアード (en)     | ベオグラード     | 200m    | 準決勝 | 24秒12 (+1.0) |                                |
| 2010 | 英連邦競技大会 (en)       | デリー           | 100m    | 準決勝 | 11秒78 (+0.7) |                                |
| 2010 | コンチネンタルカップ (en) | スプリト         | 100m    | 8位    | 11秒58 (+1.4) | アジア太平洋代表               |
| 2011 | 世界選手権                | 大邱             | 4x100mR | 予選   | 43秒79 (2走)  |                                |
| 2012 | オリンピック              | ロンドン         | 100m    | 予選   | 11秒34 (+1.5) |                                |
| 2013 | 世界選手権                | モスクワ         | 100m    | 予選   | 11秒47 (-0.5) |                                |
| 2013 | 世界選手権                | モスクワ         | 200m    | 予選   | 23秒95 (0.0)  |                                |
| 2014 | 英連邦競技大会 (en)       | グラスゴー       | 100m    | 準決勝 | 11秒45 (+0.1) |                                |
| 2014 | 英連邦競技大会 (en)       | グラスゴー       | 4x100mR | 5位    | 44秒21 (1走)  |                                |
| 2014 | コンチネンタルカップ (en) | マラケシュ       | 100m    | 8位    | 11秒75 (-1.5) | アジア太平洋代表               |
| 2014 | コンチネンタルカップ (en) | マラケシュ       | 200m    | 8位    | 23秒81 (+0.3) | アジア太平洋代表               |
| 2015 | 世界選手権                | 北京             | 100m    | 予選   | 11秒61 (-1.3) |                                |
| 2016 | オリンピック              | リオデジャネイロ | 100m    | 予選   | 11秒74 (-1.0) |                                |
| 2018 | 英連邦競技大会 (en)       | ゴールドコースト | 100m    | 準決勝 | 11秒76 (-0.1) |                                |
| 2018 | 英連邦競技大会 (en)       | ゴールドコースト | 4x100mR | 決勝   | DQ (4走)      |                                |